# Walstrograafwants
De walstrograafwants (Legnotus picipes) is een wants uit de familie graafwantsen (Cydnidae). De soort werd voor het eerst wetenschappelijk beschreven door Carl Fredrik Fallén in 1807.

## Uiterlijke kenmerken
De walstrograafwants is 3,2 tot 4,3 millimeter lang. Ze zijn zwart van kleur met een smalle, korte witte rand langs de dekvleugels (hemi-elytrum). Aan de voorzijde van de kop is de wig (tylus = de begrenzing tussen de wangen) heel klein. De soort lijkt op de kleefkruidgraafwants (Legnotus limbosus), maar daarvan is een langer deel van de rand langs de dekvleugels lichtgekleurd en is de tylus aanmerkelijk dieper.

## Verspreiding en habitat
De soort is in de Palearctische gebieden wijdverspreid. In tegenstelling tot de kleefkruidgraafwants, houdt deze soort niet zo van vocht en komt daarom ook in aanzienlijk drogere en zandigere habitats voor. In Engeland vaak langs de randen van heidevelden.

## Leefwijze
De wantsen hebben een vergelijkbare levensstijl als Legnotus limbosus en leven op walstro (Galium), maar er zijn geen wantsen gevonden op planten uit de lipbloemenfamilie (Lamiaceae).
De volwassen wants overwintert in de strooisellaag in de buurt van de voedselplant. Paring vindt plaats in mei en juni. De vrouwtjes bewaken hun eitjes. De nimfen komen vooral in juni en juli uit. De volwassen wantsen van de nieuwe generatie verschijnen eind juli of begin augustus.